# Carex hongyuanensis
Carex hongyuanensis är en halvgräsart som beskrevs av Yan Cheng Tang och S.Yun Liang. Carex hongyuanensis ingår i släktet starrar, och familjen halvgräs. Inga underarter finns listade i Catalogue of Life.